# Стрілецький бунт (1682)

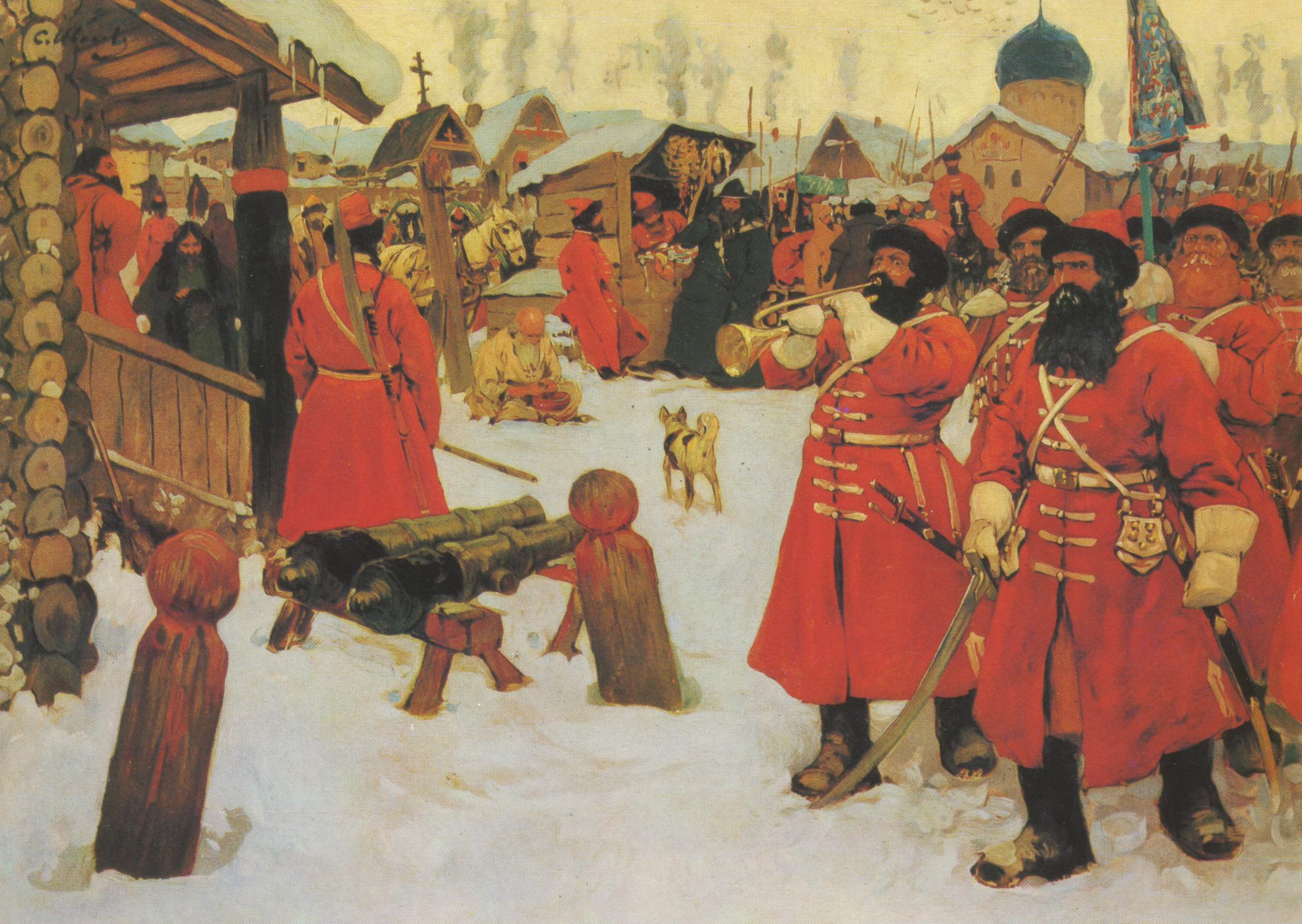
Стрільці — перше регулярне військо Московського царства

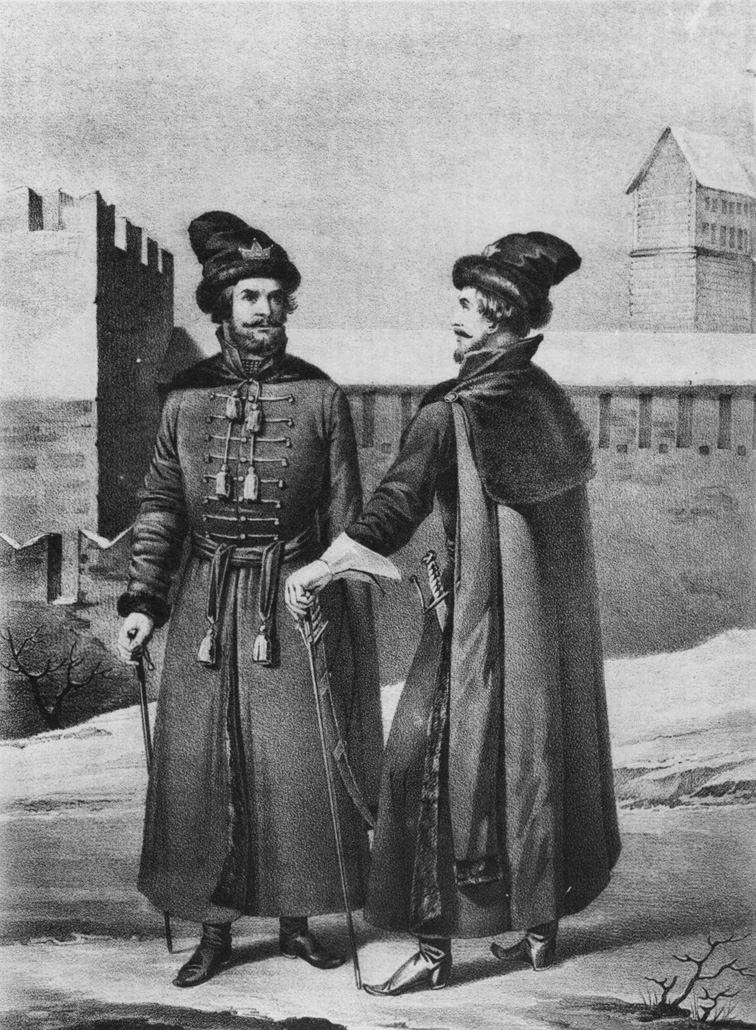
Начальні люди (офіцери) Московських Стрілецьких полків

Повстання стрільців або Стріле́цький бунт 1682 року (історична назва — Хова́нщина) — повстання стрільців у Москві на початку правління царя Івана Олексійовича під час спроби узурпувати владу правителькою Софією Олексіївною. За поширеною версією, в результаті співправителем Івана V став молодший брат Петро Олексійович, втім фактичною правителькою при них залишилася царівна Софія.

## Передумови повстання
Згідно з поширеною версією, повстання стрільців 1682 року є внутрішньою сварою та боротьбою за владу незнатного роду Наришкіних зі знаменитим і шанованим родом Милославських. Невдоволення стрільців назрівало довгий час протягом царювання Федора Олексійовича. Після створення полків іноземного устрою ставлення до стрільців з боку влади стало змінюватися. Тепер вони розглядалися не стільки як елітні військові частини, скільки як свого роду міська поліція. Казна була порожня, і платня стрільцям виплачувалася нерегулярно, з великими затримками. Крім того, старші командири стрілецького війська (сотники і полковники) часто зловживали своїм становищем, присвоюючи на свою користь частину стрілецької платні і змушуючи стрільців виконувати господарські роботи у своїх маєтках.

### Католицька інтервенція середини XVIIст.
Сучасні дослідники, однак, наголошують на релігійних підставах для бунту, як найвищого ступеня протесту православних сил проти експансії у Московську державу католицизму, активним провідником якого був прозахідний патріарх Іоаким. Проте радянська історіографія звела весь конфлікт, який привів до Громадянської війни 1676-82 рр. до Розколу в православнуй церкві, що базувався на тому, скількома перстами парафіяни мають хреститися.
| «... В Новгородському Софійському соборі є образ святих апостолів Петра і Павла, іменований Корсунським: зображений на ньому святий Павло благословляє іменословно, а святий Петро двоперстно...»[2] |
Звичайно ж, на образі у апостола Петра двоперстя. Саме під прапором святих апостолів Петра і Павла відбувалося просування у Московську метрополію західних цінностей. Саме з ними до Москви прийшов католицизм, як нова релігія правлячої іноземної верхівки. Таким чином, проведені патріархом Ніконом реформи, скоріше за все, були спрямовані не стільки проти міфічних «східних автокафоліческіх церков» всередині Русі, скільки проти західних римсько-католицьких храмів і костьолів, які почали з'являтися і в Московії.

### Спотворення ідеї реформ патріарха Никона
Тобто сенс реформ був зовсім не у триперсті, що було прийнято на Русі як православний символ Святої Трійці ще з незапам'ятних часів, за багато століть до Никона. Наприклад, проф. А. П. Голубцов робить висновок, що багатоперстне і одиноперстне хресне знамення «могли одночасно існувати в християнській Церкві, не витісняючи і не виключаючи одне одного».
«Суперечки … по Св. Трійці, як відомо, передували христологичним, звідси випливає, що триперстне хресне знамення мало з'явитися раніше двоперстного», тобто в 4 столітті. Ніякого насильницького впровадження триперстя всередині країни Никон не проводив — йдеться тільки про повернення приєднаних західних територій в лоно православної церкви. Символом затвердження верховенства московського православ'я, за задумом Никона, став закладений ним монастир «Новий Єрусалим». До речі, зображення патріарха Никона на іконах повністю підтверджує цю версію. Преподобний — це виключно «звання святих подвижників і мучеників за християнську віру», тобто далеко не всі московські патріархи були канонізовані. Втім ненависний Іоакиму «розкольник» Никон був. Більш того, він зображений мучеником — напевно, тому, що був убитий саме за православну віру у 1681 році.
|  | Уряд в 1681 відзначало множення «церковних противників», особливо в Сибіру. Воно при активному сприянні православної церкви жорстоко переслідував старообрядців. У 70-80-і рр. 17 в. в ідеології Розволу важливіше місце, ніж раніше, стали займати викриття, розкривають окремі соціальні пороки суспільства. Деякі ж ідеологи розколу, зокрема Авакум і його соратники по посиланню в Пустозерському острозі, перейшли до виправдання активних антифеодальних виступів, оголошуючи народні повстання небесною відплатою царській і церковній владі за їх дії. Частина прихильників «старої віри» взяла активну участь в Селянській війні під проводом С. Т. Разіна 1670-71 рр. Соловецьке повстання 1668-76 рр. виникло як рух на захист «старої віри», переросло у великий антифеодальний виступ проти державної влади. Значною була роль прихильників «старої віри» в Московському повстанні 1682 р. та ін. антифеодальних виступах. |

Справа в тому, що згідно з останніми дослідженнямм, йдеться про… одні і ті самі події. Саме з Соловецького монастиря, звідки козаками Степана Разіна був звільнений відсторонений від престолу і пострижений у ченці царевич Олексій Олексійович, у 1676 році почалося повстання, яке увійшло у радянську історіографію, як Селянська війна 1670-71 рр. Зараз і козацькі виступи 1676—1681 рр., які закінчилися походом отамана Разіна на Москву (і розгромом у битві під Муромом армії князя Ю.Долгорукова), і т. зв. «Бунт стрільців» 1682 р. відносять до подій Громадянської війни 1676-81 рр.

### Церковний Собор 1681 року

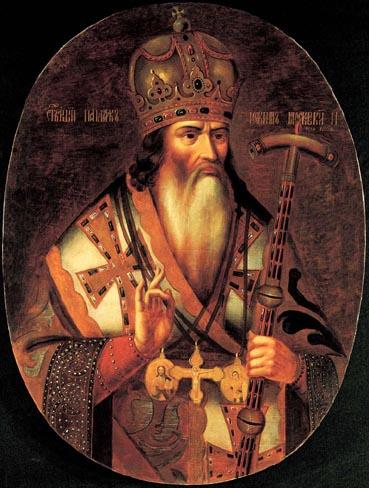
Патриарх Іоаким

Саме у цьому історичному контексті слід розглядати Московський собор 1681, через який патріарх Іоаким протягнув низку ізуверських рішень по відношенню до прихильників старого православ'я, у тому числі — дозволити місцевим архієреям і воєводам спільно заарештовувати старообрядців, приводити їх до цивільного суду та звернутися до царя за дозволом застосовувати проти них військову силу.
|  | ...Собор 1681 р. визнав необхідною сукупну боротьбу духовної і світської влади з усиливавшимся розколом, просив царя підтвердити постанови собору 1667 року про відсилання упорствующих розкольників до градської суду, ухвалив відбирати стародруки замість них видавати виправлені, встановив нагляд за продажем зошитів , які, під виглядом виписок з Святого Письма, містили в собі хули на книги церковні. Взагалі Іоаким дбав про те, щоб постанови проти розкольників не залишалися мертвою буквою... . |

Проте вихований Симеоном Полоцьким цар Федір Олексійович, який на той час подорослішав і відчував підтримку дядька Івана Милославського, відмовив Іоакиму. Не підтвердивши постанови Собору, на якому було відсторонено від влади Никона, він, навпаки, закликав його на патріаршество. На жаль, подальші події виглядали трагічно — Никон до Москви не доїде, зустрівши смерть в дорозі. А Федір Олексійович незабаром втратить дружину та нащадка і фактично буде відстороненим прозахідною партією Софії від влади. Країна все більше занурюється в кровопролитну громадянську війну.
27 квітня (7 травня) 1682 цар Федір Олексійович також раптово помирає у віці 20 років — за поширеною версією, від цинги. Традиційно історики роблять акцент на тому, що цар Федір не залишив розпорядження щодо престолонаслідування. Буцімто саме це стало приводом для свар між кланами Наришкіних та Милославських, а потім і бунту стрільців. Утім останнім часом ця версія все більше піддається критиці дослідниками.

## Причини повстання
Справа у тому, що безперервність монархічних династій гарантується не якимись папірцями з розпорядженнями, а священним законом престолонаслідування. Згідно з ним, спадкоємцем мав би стати старший найближчий родич померлого царя по чоловічій лінії, тобто Іван Олексійович. Тому, всупереч поширеній думці романівських істориків, царевич Петро за віком не мав жодного права навіть називатися претендентом. Тобто, у 13 років великого князя можна було лише помазати на царство, а в 16 років «проголосити царем» — вінчати на царство.
Втім, усе це можна зробити, тільки якщо немає більш старшого претендента по крові. Тобто, якщо навіть все це допустити, має бути офіційне зречення повнолітнього царя Івана Олексійовича (яким він став автоматично, з моменту смерті старшого брата Федора) від домагань на трон. Але цього не спостерігається. Проте варто розглянути обидві версії тих подій.

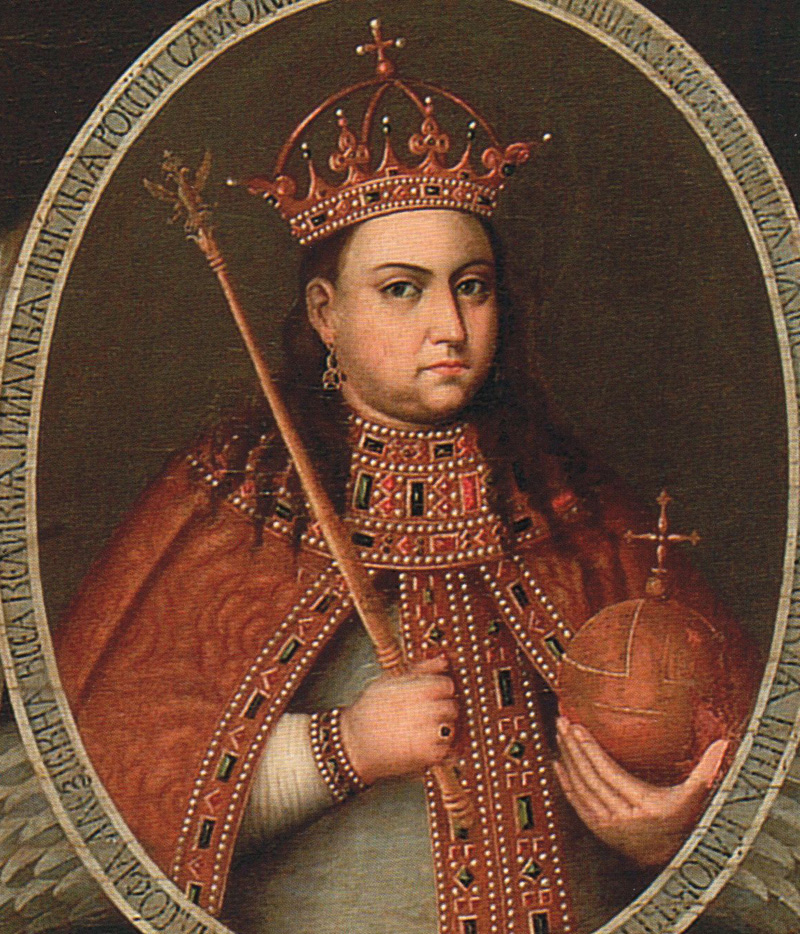
Царівна Софія Олексіївна

### Офіційна версія
Як повідомляли романівські, а потім і радянські історики, царський престол повинен був перейти до одного з братів Федора Олексійовича: 16-річного Івана — сина першої дружини Олексія Михайловича, покійної цариці Марії Іллівни (до шлюбу Милославської) або 10-річногоПетра — сина другої дружини Олексія Михайловича, вдовуючої цариці Наталії Кирилівни (до шлюбу Наришкіної). Чому ця теза є хибною, було сказано вище.
За словами Соловйова, боротьба між боярськими родами Милославських та Наришкіних досягла кульмінації. Від того, хто стане царем, залежало, який з цих кланів займе положення ближніх бояр — радників царя при прийнятті найважливіших державних рішень і відповідальних виконавців цих рішень, які розподіляють вищі посади в державі і розпоряджаються царською скарбницею.
Остаточне рішення з цього питання приймала Боярська дума. Для більшості бояр, майбутнє яких залежало від милості чи немилості царя, дуже важливо було вгадати, хто з претендентів виграє, щоб заздалегідь стати на його бік. Старший за віком Іван з дитинства був дуже хворий (як і все чоловіче потомство цариці Марії Іллівни), тому вважалося ймовірним, що він незабаром помре, і тоді царем стане Петро. У цій ситуації більшість боярської думи і патріарх Іоаким схилилися на користь більш «перспективного» Петра, і 27 квітня 1682 року — в день смерті Федора Олексійовича — Петро був проголошений царем.
Згідно з традиційною думкою, для Милославських такий перебіг подій означав втрату усіх владних перспектив, і тому розумна, енергійна 25-річна царівна Софія Олексіївна вирішила скористатися невдоволенням стрільців, щоб змінити ситуацію на свою користь, спираючись на клан Милославських і низку бояр, у тому числі князів Василя Голіцина і Івана Хованського — представників шляхетних княжих родів, які болісно сприймали піднесення худорідних Наришкіних. Начебто підлило оливи у вогонь безпрецедентне присвоєння вищого придворного чину (боярського) юному Івану Наришкіну.
У сучасних історичних працях, утім, вказується, що зведення протистояння розгалужених придворних кланів до конфлікту Милославських і Наришкіних є великим спрощенням. Основна роль у повстанні належала особам, які однозначно не належали ні до тієї, ні до іншої родини.

### Критика
Теза про те, що Петра нарікають царем прямо біля труни Федора, є краєломною. Якщо це не зробити, все подальші дії Петра вважатимуться незаконними, а Софія не матиме навіть теоретичного шансу на регентство, ставши злочинницею, відкрито узурпуючи владу у єдиного законного спадкоємця Івана Олексійовича. Романівські історики розуміли, що рішення проголосити Петра в обхід закону престолонаслідування може прийняти тільки Освячений собор. Тому і йдеться про якийсь «Освячений собор біля труни Федора» у день кончини царя 27 квітня.
Ясно, що так швидко (за кілька годин) зібрати Освячений собор неможливо. Його збирають місяцями, іноді роками — повинні приїхати всі митрополити та інші представники духовенства з усіх куточків держави. Але не зробивши цієї натяжки, Володимир Назаревський не може пояснити легітимність майбутнього приходу до влади Петра І.
Ось і з'явився під пером борзописця дивний «Освячений собор біля труни царя Федора» відразу ж у день кончини. Можна було б ще віртуально допустити, мовляв, знали заздалегідь про смерть царя, але і це не проходить: Федір Олексійович помер раптово. Ось і доводиться історикам маніпулювати на межі реальності, мовляв, «народ» покликав спочатку Петра, а потім «народ» покликав Софію над Петром правителькою. Знову «народ» виручає брехливих фальсифікаторів. Втім у цьому випадку абсолютно незрозуміло, куди це подівся царевич Іван: хто і коли його встиг усунути?
Історик А. В. Карташов знайшов інший вихід:
«… Івану було вже 15 років. Але він був по своїй слабкості — напівмрець. Природно, що розсудливі люди вважали за доцільне перенести престолонаслідування на наймолодшого сина царя Олексія — 10-річного здорового і розумного Петра …»
Тобто, начебто, як і є Іван Олексійович, а ніби і немає — напівмрець. На які тільки хитрощі не йде романівська історіографія, щоб залатати величезні пробоїни в своїх викладках. Усім же іншим залишається повірити в існування людей-напівмерців, голлівудських перевертнів у царському обличчі. Але навіщо "напівмерцеві" відрікатися від трону все ж не ясно.

### Сучасна версія

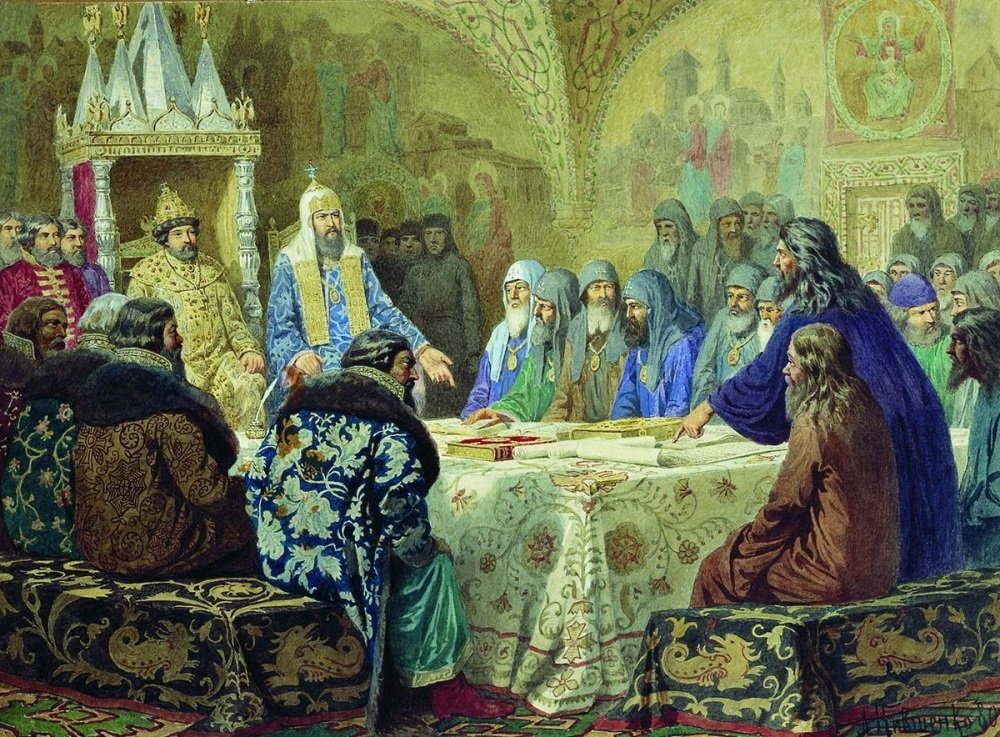
Церковний Собор 1654 року (Патріарх Никон представляє нові богослужбові тексти) А. Д. Кившенко, 1880

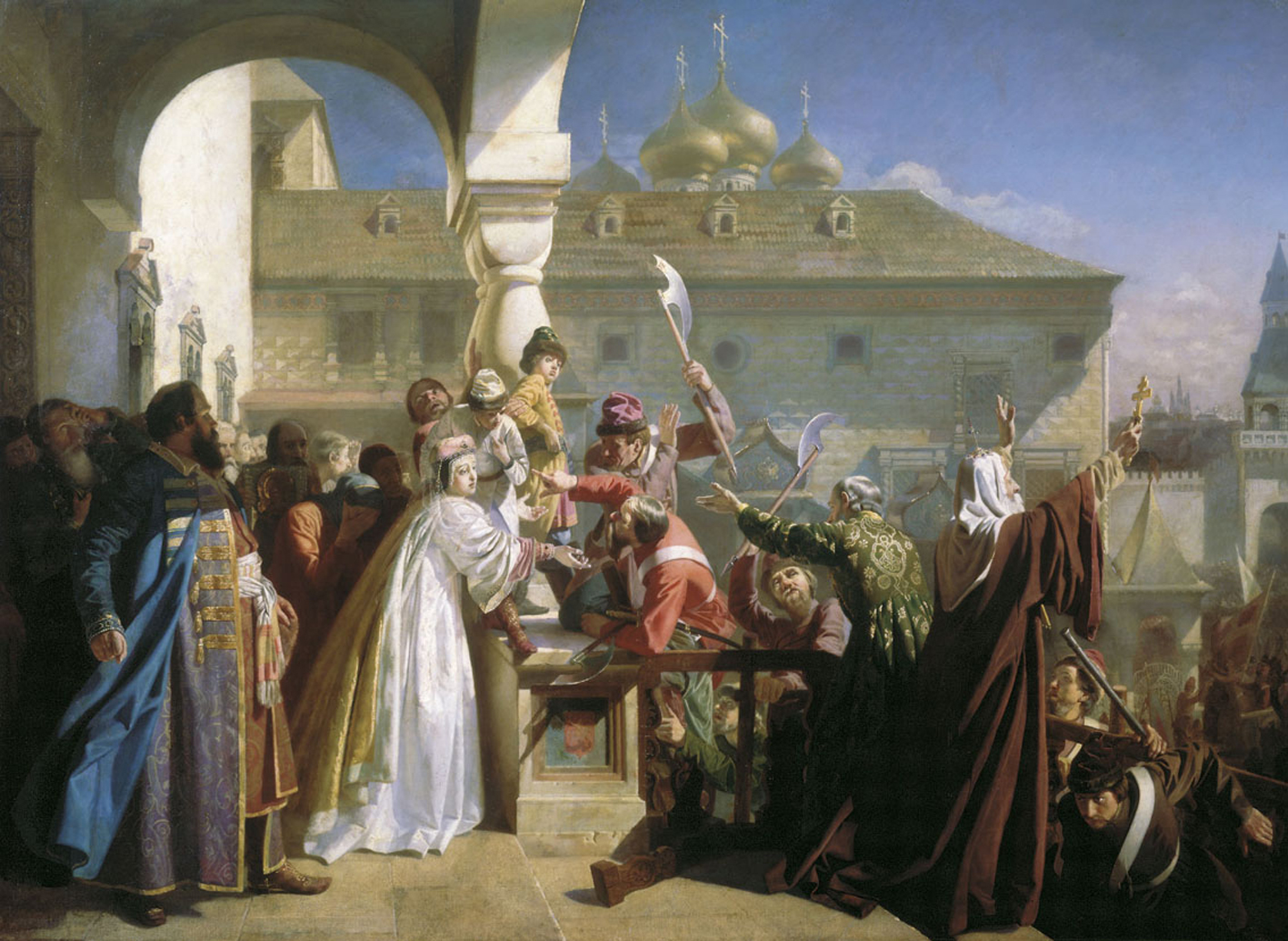
Цариця Наталія Кирилівна показує Івана V стрільцям, щоб довести, що він живий-здоровий,
Н. Д. Дмитрієв-Оренбургський

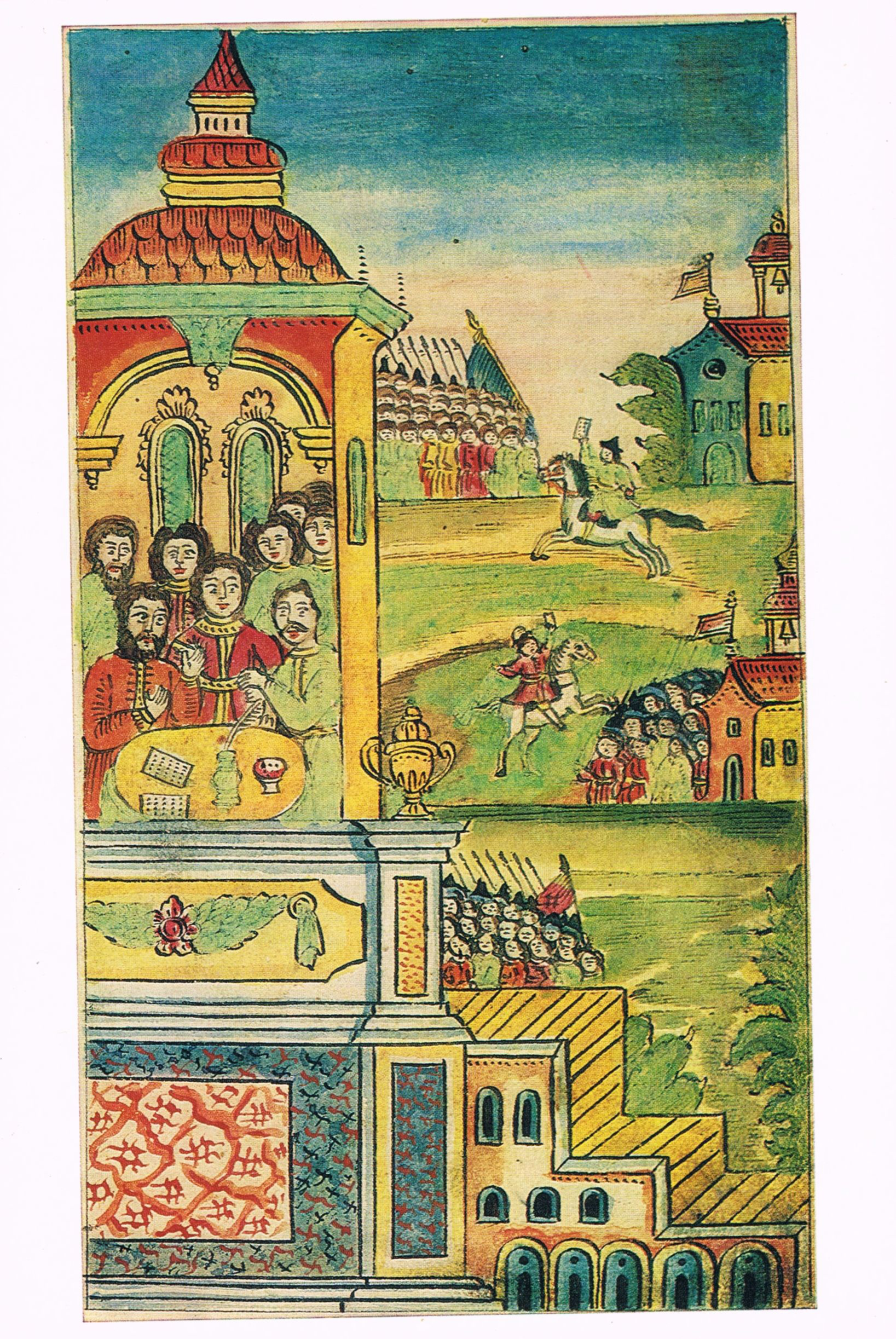
Змовники в будинку Олександра Милославського. Зображені події за день до стрілецького повстання 1682 року. Всередині будинку — князі Іван Милославський, Іван Хованський та інші змовники. Вони складають грамоти, звернення до стрільців проти Наришкіних. Зображені також гінці, які розвозять грамоти до стрілецькіх полків. У приказних хат стоять готові до виступу полки. Мініатюра з рукопису XVIII ст.

Якщо припустити, що реформи Никона ніякого відношення до релігійного розколу не мають, а є впровадженням православ'я на приєднаних до 1655 р. територіях Московського царства, виникає логічне запитання: «А чим тоді насправді був визваний розкол?» Як було вже зазначено вище, за ним стоїть насильницьке впровадження догматів католицизму в Московії наприкінці XVII століття партією Романових.
«Це вже потім, після провалу чергового наступу прихильників апостолів Петра і Павла на православ'я, романівські фальсифікатори за обкатаною схемою перенесуть неприємні моменти затвердження Петра I в часи правління царя Олексія Михайловича і припишуть їх патріарху Никону» — пише історик Олександр Кас.
Після того, як у листопаді 1681 року Іоакиму не вдалося «від імені православних християн» запровадити сувору кару для старообрядців, незабаром після смерті царя Федора він скликає новий церковний Собор, метою якого є посилення боротьби з прихильниками древнього православ'я. Саме реформи Іоакима, а не Никона повсюдно зустрічають наростаючий опір православного люду.
Деякі історики вже у XIX ст. називали речі своїми іменами: липневий Церковний собор в рамках земського Собору 1682 року стане продовженням попереднього Московського собору 1681, а також відповіддю на вимоги стрільців під час травневого повстання. Втім, висновки того ж Букнера з цього приводу вельми цікаві:
|  | ...У той час, як уряд розуміє необхідність зближення із Західною Європою, розкольники, зашкарублі у своїй старовинній винятковості і однобічності, вважали таке прагнення до Заходу релігійної зрадою; почулися звинувачення на образ дій патріарха; ...скаржачись на утиски істинної віри, вони <стрільці> вимагали доставляння їм можливості захищати її в публічних дебатах про питання церкви і релігії. У всьому цьому проявлялася ненависть до вищих класів суспільства, зараженого, на думку маси, вірусом латинської єресі...» |

Тобто, на липневому Соборі в Москві вирішувалося краєломне питання: яка релігія буде обрана для подальшого проповідування на просторах Московського царства: латинська єресь, що посилено насаджувалась патріархом Іоакимом і боярською партією Софії або стара православна віра, яку пристрасно відстоюють «старообрядці-стрільці». Але, щоб зібрати собор, патріарху потрібно було ще залищитися у живих під час травневих подій.

## Початок повстання
Початком хвилювань у Москві, згідно з більшістю джерел, є день смерті царя Федора Олексійовича. Біля воріт Кремля, начебто, збирається незрозумілий натовп, який викрикує на царство Петра. Це, нібито, послужило підставою відсторонити п'ятнадцятирічного царевича Івана Олексійовича від домагань на трон, і Петра проголосили царем.
Через двадцять днів вже інший натовп: стрілецький, «викрикнув на царство двох царів: Івана і Петра». Але, в підсумку влада дісталася третій силі — Софії, при цьому нічого не говориться, на якій підставі і коли відбувалося вінчання на царство з обмеженнями «цариці Софії». Врешті-решт в країні утворилося, як каже дехто з істориків, «тривладдя»:
- справжня влада в Кремлі знаходиться у цариці Софії;
- Петро в Преображенському сім років кораблики паперові пускає по озеру;
- в Кремлі на подвійному троні сидить недоумкуватий Іван, чекаючі, коли йому накажуть передати трон брату Петру.

### Офіційна версія
Прихильники Милославських напередодні бунту почали розпалювати незадоволення стрільців, поширюючи серед них чутки, що тепер, під владою Наришкіних, їх чекають ще більші утиски. Серед стрільців почастішали випадки непокори начальству; декількох стрілецьких командирів, які намагалися відновити дисципліну, стрільці витягли на дзвіницю і скинули на землю.

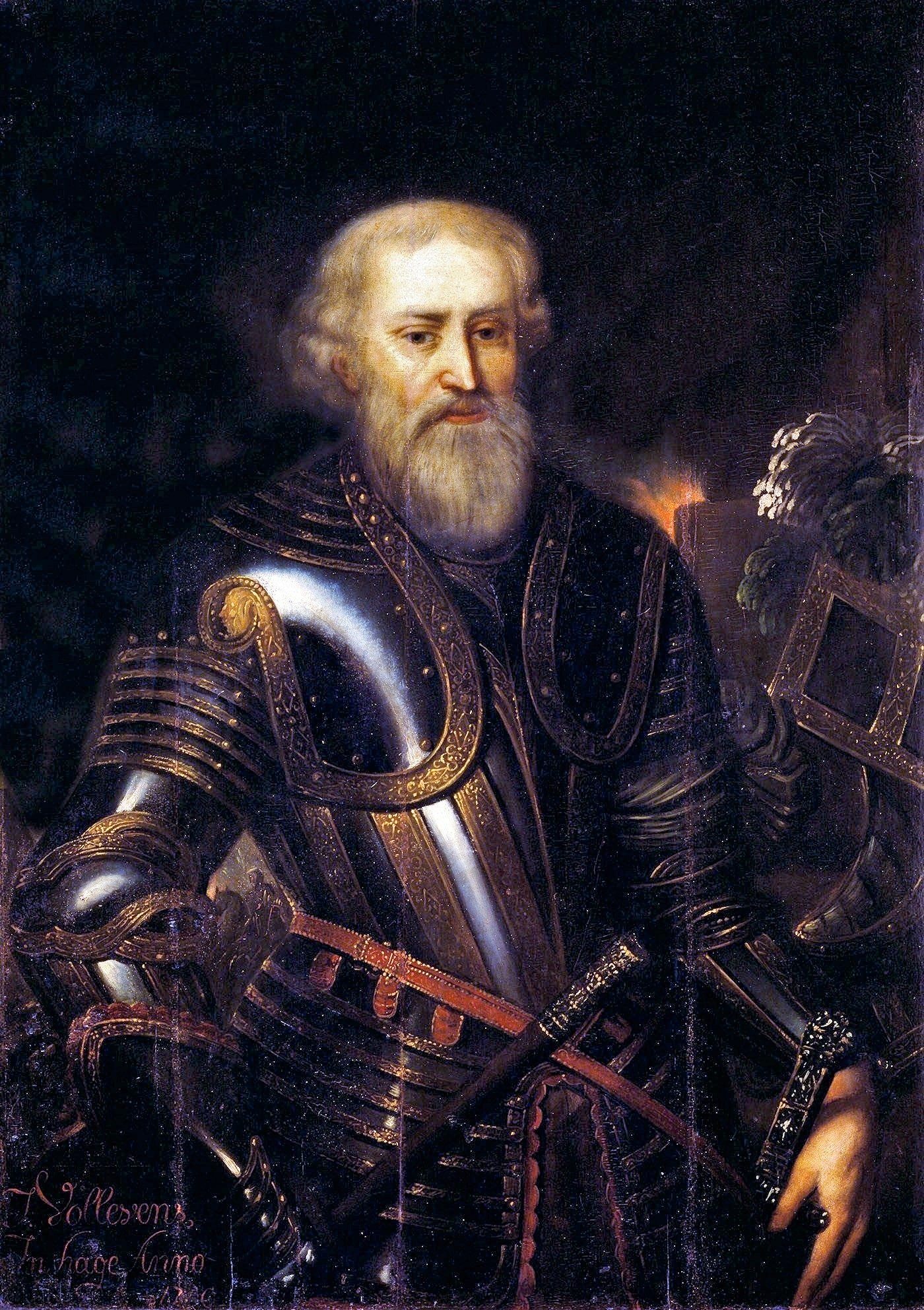
Артемон Матвєєв, стольник, полковник і стрілецький голова (1654—1671 рр.)

15 травня ближній боярин Іван Михайлович Милославський і його племінник Петро Андрійович Толстой проскакали по стрілецьких слободах і призвали стрільців до Московського Кремля, наголосивши, що Наришкіни задушили царевича Іоанна Олексійовича. Ударив набатний дзвін, і стрільці багатьох полків разом із солдатами Бутирського полку зі зброєю увійшли строєм під барабанний бій в Кремль, зім'яли нечисленну охорону з царської челяді і заповнили Соборну площу перед палацом. На Красний ґанок вийшла цариця Наталія Кирилівна, що тримала за руки царевичів Петра та Івана, патріарх і кілька бояр. Серед стрільців відбулося замішання: царевич Іван Олексійович був живий і неушкоджений, на розпитування стрільців відповідав:
|  | «Мене ніхто не нищить, і скаржитися мені нема на кого |

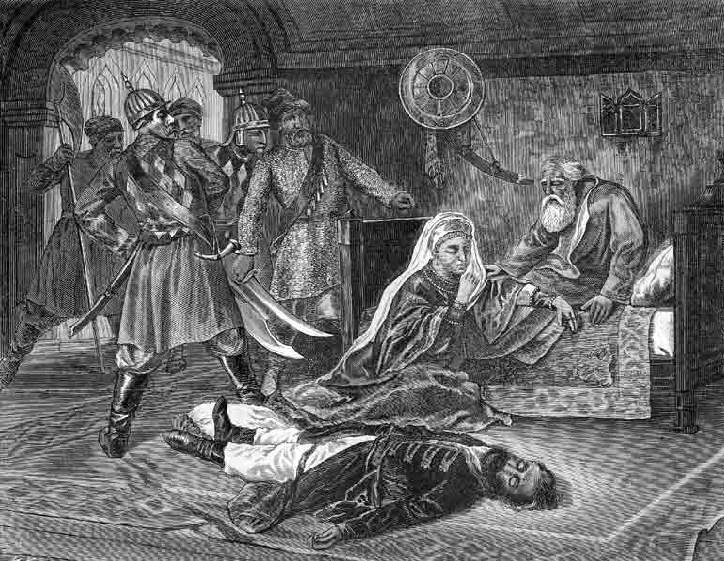
Вбивство князя Михайла Долгорукова, 15 травня 1682 р. Гравюра К. Крижанівського, 1875 р.

Дії стрільців в такому випадку не мали виправдання і могли розцінюватися як бунт, в той час як самі вони претендували на роль захисників держави і вартових законності. У цей час князь Михайло Долгоруков став кричати на стрільців, звинувачуючи їх в злодійстві, зраді і погрожуючи суворою розправою. Це підірвало напружений до межі натовп, стрільці піднялися на ганок і скинули Долгорукова на підставлені списи.
Після цього кровопролиття пішло по наростаючій: наступною жертвою став боярин Артемон Матвєєв — загальновизнаний лідер клану Наришкіних. Стрільці увірвалися у внутрішні покої палацу, відповідно до складених заздалегідьпроскрипційними списками та зарізали кількох бояр, в тому числі, брата цариці Афанасія Наришкіна, князя Григорія Ромодановського, боярина Івана Язикова, думного дяка Посольського наказу Ларіона Іванова. Стрільці також розшукували іншого брата цариці — Івана Наришкіна, але того дня не знайшли його: він переховувався в покоях своєї сестри.
У місті також відбувалися вбивства бояр і стрілецьких начальників, в тому числі, боярина Стрілецького наказу князя Юрія Долгорукова, який був старий, хворий і з дому не виходив — його вбили через побоювання помсти за сина Михайла. Стрільці розставили в Кремлі свої караули, які не повинні були нікого ні впускати, ні випускати. Фактично всі мешканці Кремля, включаючи царську сім'ю, опинилися в заручниках.

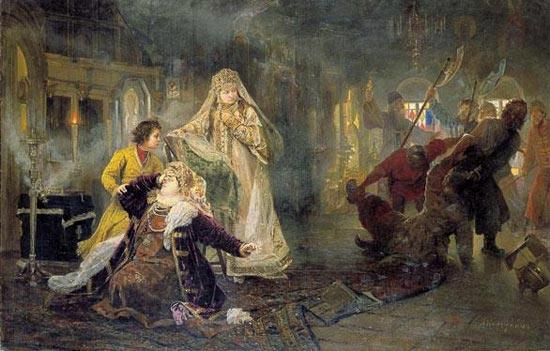
Повстання стрільців в 1682. Стрільці виволікають з палацу Івана Наришкіна. Поки Петро I втішає матір, царівна Софія спостерігає із задоволенням,
А. І. Корзухин, 1882

Наступного дня стрільці знову прийшли до Кремля, вимагаючи видачі Івана Наришкіна, погрожуючи в іншому випадку перебити всіх бояр. Софія і бояри сильно натиснули на Наталю Кирилівну:
|  | Брату твоєму не обминути стрільців; не гинути ж нам всім за нього! |

Івана Наришкіна було видано, піддано тортурам і страчено. Батько цариці, старий Кирило Наришкін, за наполяганням стрільців був пострижений у ченці і висланий в Кирило-Білозірський монастир.
Суд та розправи тривали до 18 травня. Однією з останніх жертв стрільців став німець — лікар фон Гаден. Його звинуватили в отруєнні царя Федора Олексійовича. Не допомогло і заступництво вдови покійного царя, цариці Марфи Апраксіной, яка засвідчила, буцімто, фон Гаден на її очах пробував все зілля, що давав хворому царю.
Як стверджують історики, державну владу було знищено: царем номінально залишався малолітній Петро, цариця Наталія Кирилівна — регентшею, але ніякого дієздатного уряду у них не було, бо всі їхні родичі і прихильники були або перебиті, або втекли з Москви, рятуючись від стрільців. 19 травня виборні від стрілецьких полків подали цареві чолобитну (формально — прохання, а фактично — ультимативну вимогу) виплатити всю заборгованість по зарплатні, яка склала за їхніми розрахунками 240 000 рублей. Таких грошей в казні не було, проте доводилося цю вимогу задовольнити, і Софія (яка ще не мала в ніяких формальних повноважень) розпорядилася збирати для цього гроші по всій країні і переплавляти на гроші золотий і срібний посуд царської їдальні.

### Сучасна версія

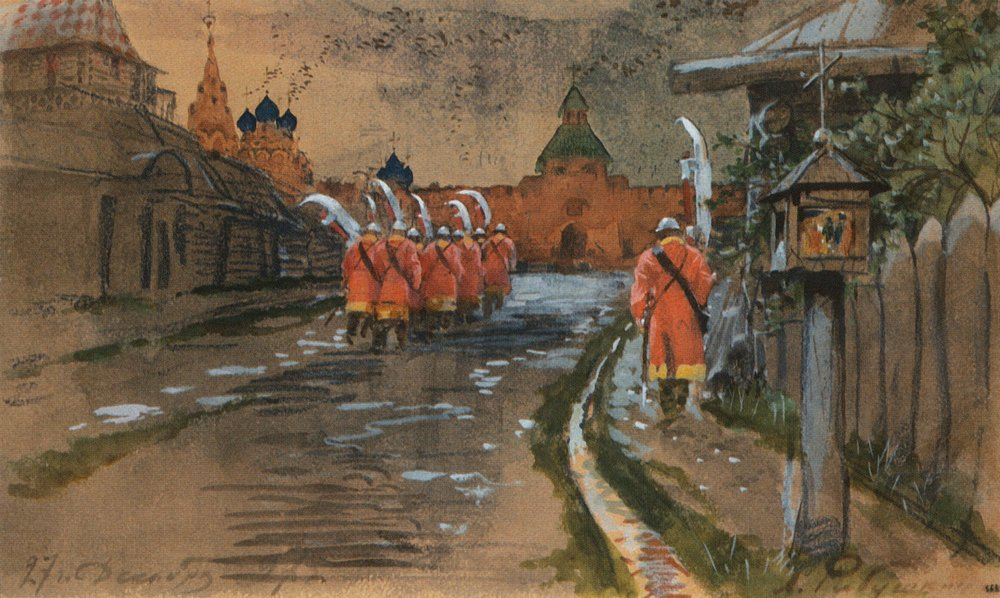
Стрілецький дозор у Іллінський воріт в старій Москві

У середині травня 1682 року до столиці входять стрільці на чолі з Іваном Милославським та Петром Толстим. Вони вимагають звести на московський трон законного спадкоємця Івана Олексійовича. Починаються криваві розправи над «новими дворянами»: Їх вирізають за загибель царя Федора, його дружини та спадкоємця, за патріарха Никона і Симеона Полоцького, за відлучення від трону царевича Олексія Олексійовича.

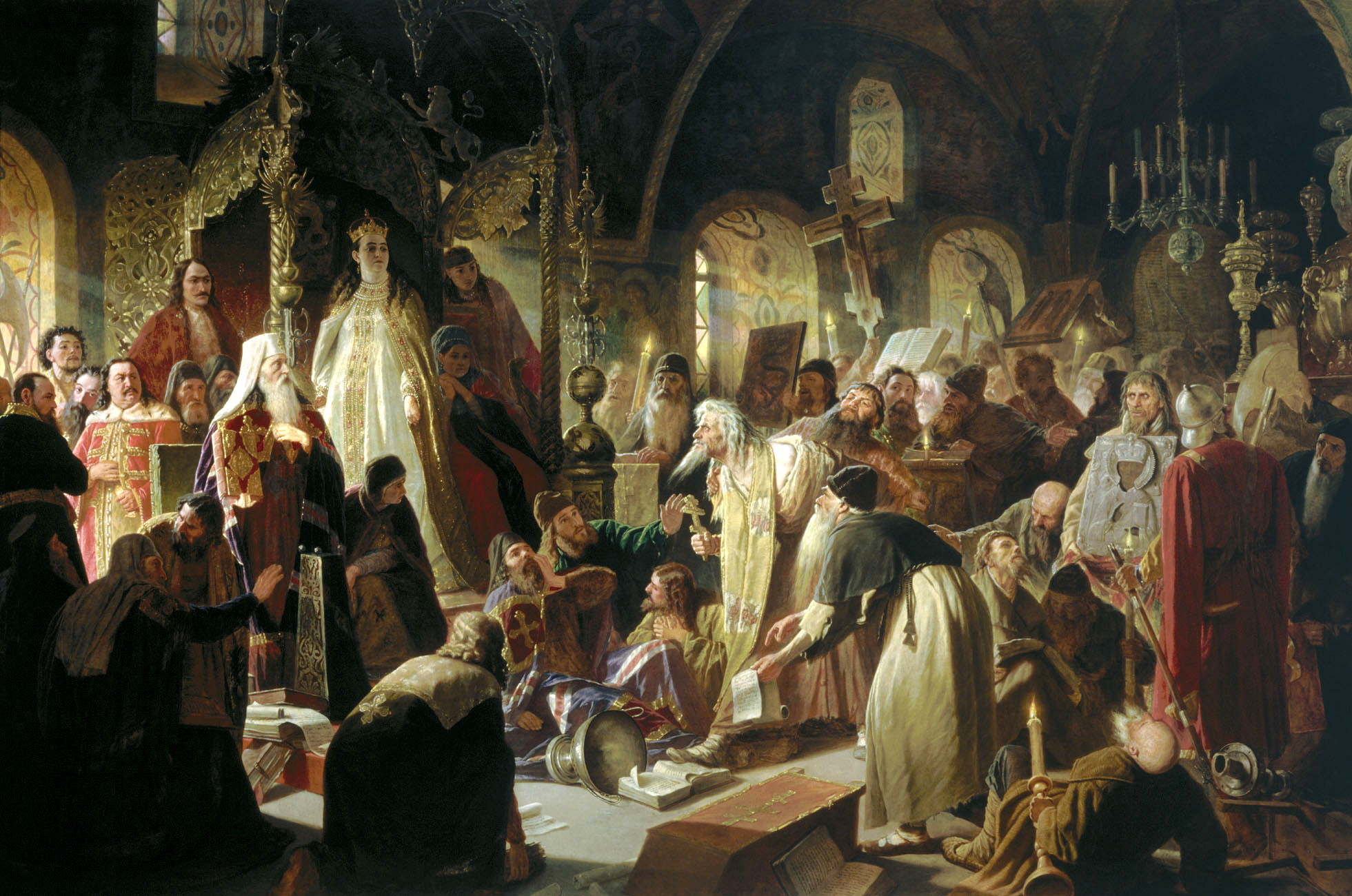
Микита Пустосвят. Дебати щодо віри, Василий Перов, 1880—1881

До кінця травня всі безпосередні виконавці заколоту реформації були вирізані стрільцями. Ситуація заспокоюється. Царівна Софія та патріарх Іоаким були, насправді, на волосину від смерті, але виняткове ставлення російського народу до святості царственої крові взяло верх. Було вирішено все вирішити на Освяченому соборі. При цьому стрільці виступають під гаслом — вінчати царя за старим обрядом. Тобто вінчати за законом престолонаслідування — по старшинству, без будь-якої альтернативи в особі Петра. Ось звідки насправді йде термін старообрядців. Старообрядці — це прихильники старої ординської династії, які виступили за вінчання на царство за старим обрядом. Тобто за вінчання Івана Олексійовича.
23 травня стрільці подали нову чолобитну, щоб, крім Петра, царем (притому старшим) був названий ще й царевич Іван, а 29 травня була подана ще одна чолобитна, щоб царівна Софія Олексіївна, з огляду на малолітства царів, була правителькою (регентшею). Ці вимоги стрільців, які відповідали головним чином інтересам клану Милославських, очевидно, були їм підказані прихильниками Софії, а в посиленні Милославських і поваленні Наришкіних стрільці бачили для себе деякі гарантії від помсти останніх. Патріарх і боярська дума виконали вимоги стрільців, і 25 червня Іван V і Петро I були вінчані на царство в Успенському соборі Московського Кремля.
Стрільці опинилися господарями становища, диктували свою волю уряду, однак відчували себе невпевнено, розуміючи, що як тільки вони підуть з Кремля, їх влада закінчиться, і тоді нічого доброго чекати їм не доведеться. Прагнучи убезпечити себе від можливих переслідувань у майбутньому, стрільці подають правительці нову чолобитну-ультиматум, згідно з якою всі дії стрільців 15-18 травня, включаючи вбивства бояр, повинні бути визнані урядом правомочними, відповідають інтересам держави і царської родини, надалі не тягнуть переслідувань стрільців, на знак чого на Лобному місці повинен бути встановлений пам'ятний стовп (стовп надвірної піхоти), на якому повинні бути вирізані імена всіх злодіїв-бояр, винищених стрільцями, з перерахуванням їх провин і зловживань (справжніх чи уявних). Уряд був змушений виконати ці вимоги.